# Канаський район
Кана́ський район (рос. Канашский район район, чув. Канаш районĕ) — муніципальне утворення у Чувашії (Росія).
Адміністративний центр — місто Канаш, яке однак не входить до складу району, а утворює окремий Канаський міський округ.

## Географія
Розташований у центральній частині Чуваської Республіки. На півночі межує з Цівільським і Красноармійським, на сході — з Урмарським і Янтіковським, на півдні — з Комсомольським і Ібресинським, на заході — з Вурнарським районами. Площа району — 981,4 км², відстань з півночі на південь 35 км, із заходу на схід — 25 км.

## Історія
Район утворено 5 вересня 1927 року.

## Населення
Населення району становить 34528 осіб (2019, 39708 у 2010, 42623 у 2002).

## Адміністративно-територіальний поділ
На території району 24 сільських поселення:
| Поселення                           | Площа, км² | Населення, осіб (2002) | Населення, осіб (2010) | Населення, осіб (2019) | Центр          | Населені пункти |
| ----------------------------------- | ---------- | ---------------------- | ---------------------- | ---------------------- | -------------- | --------------- |
| Асхвинське сільське поселення       | 56,83      | 3555                   | 3256                   | 2999                   | Великі Бікшихи | 4               |
| Атнашевське сільське поселення      | 29,71      | 1195                   | 1220                   | 1075                   | Атнашево       | 2               |
| Ачакасинське сільське поселення     | 64,50      | 2383                   | 2157                   | 1772                   | Нові Ачакаси   | 6               |
| Байгільдінське сільське поселення   | 25,97      | 1489                   | 1400                   | 1265                   | Байгільдіно    | 3               |
| Вутабосинське сільське поселення    | 48,31      | 1473                   | 1434                   | 1222                   | Вутабосі       | 3               |
| Караклинське сільське поселення     | 33,46      | 1671                   | 1730                   | 1596                   | Каракли        | 3               |
| Кошноруйське сільське поселення     | 69,42      | 2223                   | 2078                   | 1665                   | Кошноруй       | 12              |
| Малобікшихське сільське поселення   | 28,14      | 1742                   | 1711                   | 1537                   | Малі Бікшихи   | 4               |
| Малокібецьке сільське поселення     | 21,85      | 1205                   | 1150                   | 983                    | Малі Кібечі    | 2               |
| Новоурюмовське сільське поселення   | 29,01      | 1174                   | 1171                   | 1000                   | Нове Урюмово   | 2               |
| Новочелкасинське сільське поселення | 36,65      | 1578                   | 1373                   | 1194                   | Мале Тугаєво   | 6               |
| Середньокібецьке сільське поселення | 89,20      | 2396                   | 2065                   | 1686                   | Середні Кібечі | 11              |
| Сеспельське сільське поселення      | 36,27      | 1539                   | 1329                   | 1112                   | Сеспель        | 4               |
| Сугайкасинське сільське поселення   | 10,74      | 1453                   | 1319                   | 1203                   | Сугайкаси      | 1               |
| Тобурдановське сільське поселення   | 46,62      | 1510                   | 1430                   | 1240                   | Тобурданово    | 2               |
| Ухманське сільське поселення        | 30,99      | 1643                   | 1484                   | 1249                   | Ухмани         | 2               |
| Хучельське сільське поселення       | 22,92      | 1132                   | 1137                   | 1027                   | Хучель         | 6               |
| Чагаське сільське поселення         | 39,61      | 2227                   | 2164                   | 1903                   | Чагасі         | 7               |
| Шакуловське сільське поселення      | 65,26      | 1398                   | 1082                   | 809                    | Шакулово       | 3               |
| Шальтямське сільське поселення      | 31,34      | 1304                   | 1216                   | 1060                   | Нові Шальтями  | 5               |
| Шибилгинське сільське поселення     | 34,48      | 1132                   | 1125                   | 1009                   | Шибилгі        | 5               |
| Шихазанське сільське поселення      | 25,78      | 3655                   | 3529                   | 3449                   | Шихазани       | 2               |
| Ямашевське сільське поселення       | 39,31      | 1631                   | 1385                   | 1044                   | Ямашево        | 5               |
| Янгліцьке сільське поселення        | 64,84      | 1915                   | 1763                   | 1429                   | Янглічі        | 8               |

## Найбільші населені пункти
Населені пункти з чисельністю населення понад 1000 осіб:
| № | Населений пункт | Населення, осіб (2002) | Населення, осіб (2010) |
| - | --------------- | ---------------------- | ---------------------- |
| 1 | Шихазани        | 3 089                  | 2 997                  |
| 2 | Малі Бікшихи    | 1 475                  | 1 470                  |
| 3 | Сугайкаси       | 1 453                  | 1 319                  |
| 4 | Ухмани          | 1 383                  | 1 228                  |
| 5 | Великі Бікшихи  | 1 241                  | 1 164                  |
| 6 | Малі Кібечі     | 1 152                  | 1 105                  |
| 7 | Тобурданово     | 1 110                  | 1 059                  |
| 8 | Асхва           | 1 138                  | 1 046                  |

## Господарство
У районі мають розвиток як промисловість, так і сільське господарство. Крім центру району Канаша промисловість отримала також розвиток у сільських поселеннях.
Район має високу сільськогосподарську освоєність. Виробництво району багатогалузеве. Основна його продукція — м'ясо, молоко, картопля, хміль, яйця, зерно. Основна спеціалізація рослинництва — виробництво зерна, картоплі, хмелю. Тваринництво представлено м'ясо-молочним скотарством, розвиненим свинарством, птахівництвом.